# Фелино
Фелино (итал. Felino) — коммуна в Италии, располагается в регионе Эмилия-Романья, в провинции Парма.
Население составляет 7963 человека (2008 г.), плотность населения составляет 210 чел./км². Занимает площадь 38 км². Почтовый индекс — 43035. Телефонный код — 0521.

## Достопримечательности
- Фелино — средневековый каменный замок.

## Демография
Динамика населения:

## Администрация коммуны
- Официальный сайт: http://www.comune.felino.pr.it